# Zelimkhan Khadijev
Zelimkhan Khadijev (Szolnyecsnoje, 1994. május 20. –) csecsen származású, francia, honosított szabadfogású birkózó. A 2019-es birkózó-világbajnokságon bronzérmet nyert 74 kg-os súlycsoportban, szabadfogásban. A Frankofón Játékokon 2013-ban aranyérmet szerzett 74 kg-os súlycsoportban. A birkózó Európa-bajnokságon két ezüstérmet szerzett, 2019-ben és 2018-ban, 74 kg-ban.

## Sportpályafutása
A 2019-es birkózó-világbajnokságon a 74 kg-osok bronzmérkőzése során a kazah Danidzsár Kaiszanov volt ellenfele, akit 4–3-ra legyőzött.